# Großeisenbach
Großeisenbach ist ein Kirchdorf in der Gemeinde Fahrenzhausen im oberbayerischen Landkreis Freising in Bayern.

## Geographie
Der Ort liegt direkt an der Autobahn 9, drei Kilometer westlich von Fahrenzhausen.

## Geschichte
Die erste urkundliche Nennung Großeisenbachs erfolgte im Jahr 926 oder 937. Der Ort selbst wird als Isinpach im Jahr 1068 erstmals urkundlich erwähnt. Bis 1803 gehörte er zur Herrschaft Massenhausen des Hochstifts Freising. Im Zuge der Gemeindebildung im Königreich Bayern nach dem Zweiten Gemeindeedikt kam der Ort 1818 zur Landgemeinde Großnöbach. Am 1. Juli 1972 verlor Großnöbach den Status als selbständige Gemeinde und wurde nach Fahrenzhausen eingemeindet.

## Sehenswürdigkeiten

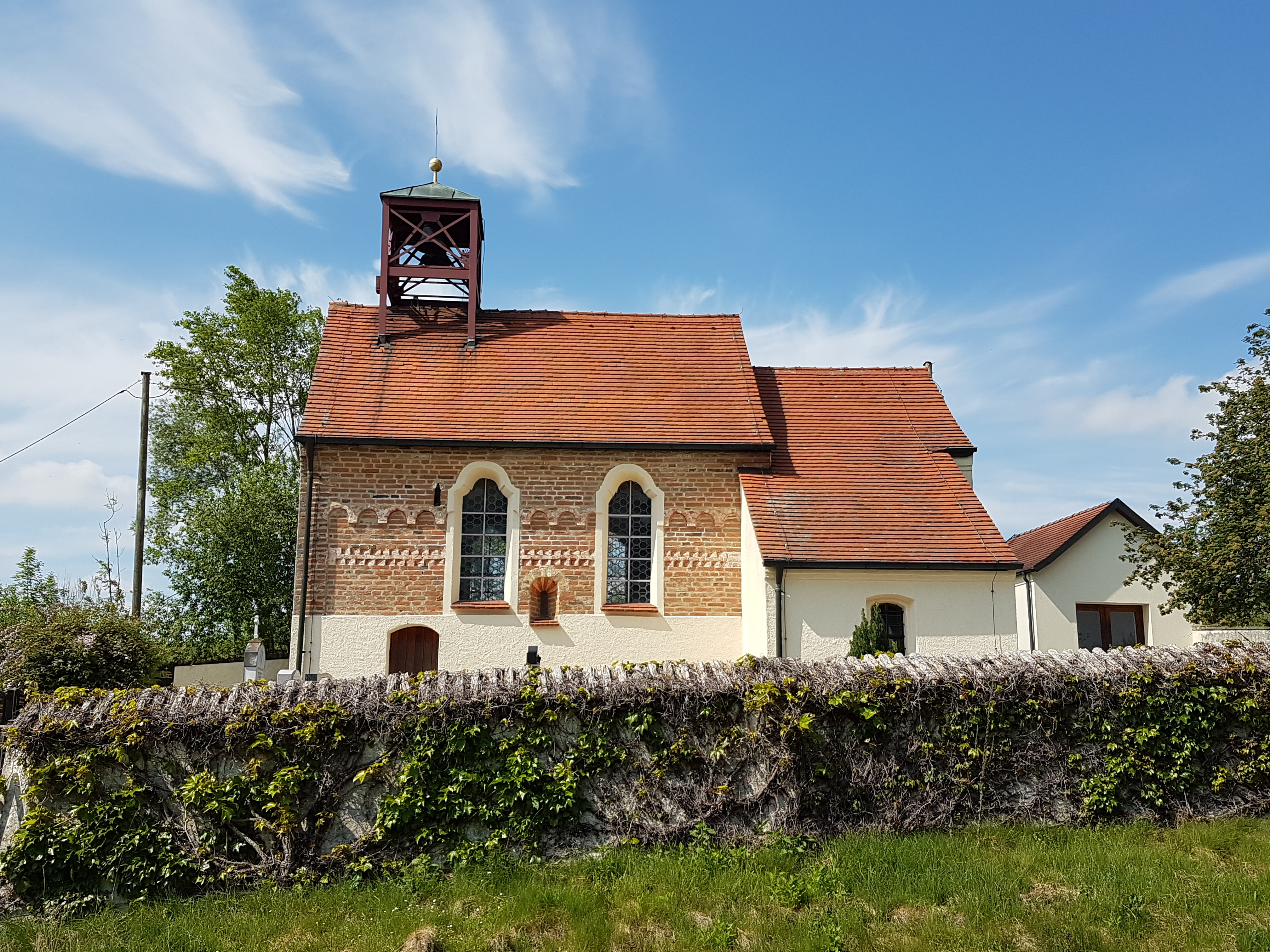
St. Quirin (Großeisenbach)

Auffällig ist die Filialkirche St. Quirin mit dem Dachreiter aus offenem Eisengerüst. Es ist ein spätromanischer Saalbau aus der ersten Hälfte des 13. Jahrhunderts, der später barock ausgebaut wurde. Der steinerne Turm wurde 1882 abgerissen.